# Castilla ulei
Castilla ulei Warb., popularmente conhecido como caucho, é uma árvore nativa da floresta amazônica, da qual se extrai um látex utilizado para se fabricar borracha de qualidade inferior, também utilizado pelas populações amazônicas para se fabricar os encauchados.

## Etimologia
A palavra se origina do espanhol caucho, provavelmente a partir de káutchuk, termo indígena do Alto Amazonas (provavelmente do Peru).

## Distribuição
Trata-se de espécie nativa da América do Sul, distribuída entre Brasil (Acre, Amazonas, Pará, Rondônia),  Bolívia (Pando),  Colômbia,  Equador (Napo, Sucumbíos) e  Peru.